# Talchako River
Der Talchako River ist der 47 km lange linke Quellfluss des Bella Coola River in der kanadischen Provinz British Columbia.

## Flusslauf
Der Talchako River wird vom Talchako-Gletscher gespeist. Dieser befindet sich in den Pacific Ranges, einem Teilgebirge der Coast Mountains. Der Talchako River fließt in nordnordwestlicher Richtung durch das Gebirge. Er vereinigt sich schließlich mit dem von Osten heranströmenden Atnarko River zum Bella Coola River. Der Flusslauf verläuft entlang der westlichen Grenze des Tweedsmuir Provincial Park.